# Cheilotrichia (Empeda) tridentata
Cheilotrichia (Empeda) tridentata is een tweevleugelige uit de familie steltmuggen (Limoniidae). De soort komt voor in het Neotropisch gebied.